# Poker Night at the Inventory
Poker Night at the Inventory — покерная видеоигра, разработанная компанией Telltale Games. В ней участвуют четыре персонажа: Тихо из комикса Penny Arcade, Макс из франшизы Sam & Max, Пулемётчик КРС из Team Fortress 2, и Strong Bad из Homestar Runner. Игра вышла 22 ноября 2010 года.

## Сюжет
The Inventory — это секретный клуб, построенный под складом для хранения видеоигр. Он был создан в 1919 году, после того, как группа подключенных игроков приобрела первый проект 18-й поправки. Было обнаружено, что она может не только запрещать возлияние, но и игры и развлечения, которые могут снизить производительность национальной рабочей силы. Несмотря на то, что это никогда не сбудется, клуб существует с тех пор в тайне, на случай, если Конгресс попытается установить запрет в законе. Как новичок, игрок соревнуется в дружеской игре в техасский холдем покер с Максом из Sam & Max, Strong Bad из Homestar Runner, Тихо из Penny Arcade, и Пулемётчиком из Team Fortress 2. Впервые игрока приветствует Реджинальд Ван Уинслоу, бывший капитан Кричащего Нарвала, и помощник Гайбраша Трипвуда в Tales of Monkey Island. Он объясняет предысторию инвентаря и поднимает блайнды в игре.

## Геймплей
Poker Night — это компьютерный симулятор техасского холдема между игроком как невидимым участником и четырьмя персонажами: Максом, Тихо, Пулемётчиком и Strong Bad. Каждый игрок начинает с бай-ином в $ 10 000 и остается в игре до тех пор, пока не разорится, цель игрока — остаться последним игроком. В игре используются ставки без ограничений и постепенно увеличивающиеся слепые ставки в течение нескольких раундов. Случайно один из четырех неиграемых персонажей не сможет получить деньги, но предложит одно из своих владений в качестве бай-ина для игры. Игрок может выиграть эти предметы в качестве разблокируемой экипировки в Team Fortress 2, но только если он или она тот, кто выбьет неигрового персонажа из игры. Игра отслеживает статистику игрока в течение нескольких игр, и, выполнив определенные объекты (например, количество рук или выигранных игр), можно разблокировать различные игровые карты или рисунки стола, чтобы настроить внешний вид игры.

## Разработка
15 мая 2009 года Telltale Games начали опрос, который должен был оценить реакцию фанатов на продолжение Telltale Texas Hold’em. В то время как команде нравились глубокие разговоры, которые имели персонажи в оригинальной игре, они решили не идти по тому же пути для новой игры, используя узнаваемых лицензированных персонажей, а не оригинальных «общих» персонажей.
По словам генерального директора Telltale Дэна Коннерса, Poker Night возникла из идеи сотрудников Telltale, которые задались вопросом: «Что делают видео персонажи, когда они не „на часах“ в играх, в которые мы играем?». Они поделились этой идеей с другими компаниями в отрасли и смогли выяснить, каких персонажей они смогут включить. Telltale рассмотрели, как четыре персонажа будут взаимодействовать друг с другом, развивая диалоги, шутки и реакции на определенные пьесы. Они решили, что персонажи будут полностью озвучены и будут иметь отличительные рассказы и динамические реакции, которые проявятся в ходе игры. Коннерс заявил, что цель состояла в том, чтобы создать впечатление «тусовки со своими виртуальными друзьями, игры в бриз и игры в хорошую игру в покер». Telltale рассматривает потенциальную серию, основанную на этой игре, с использованием разных персонажей в будущем, но для того, чтобы это было осуществимо, объем продаж должен превысить 100 000—200 000 единиц.
Telltale Games уже имели опыт работы с несколькими персонажами. Два эпизодических приключенческих сериала Telltale включают в себя три сезона «Sam & Max» и Strong Bad's Cool Game for Attractive People по мотивам веб-сериала Homestar Runner; оба были разработаны совместно с оригинальными создателями, Стивом Перселлом и Братьями Чапс, соответственно. Появление Max и Strong Bad в Poker Night основано на трехмерных моделях из этих игр. Команда компании также была фанатами Team Fortress 2 от Valve, включая создание неофициальной команды для участия в конкурсе между несколькими студиями по разработке игр; Telltale предложила создать уникальные предметы на основе Sam & Max, которые будут вручены в качестве бонусного подарка тем, кто приобрел третий сезон Sam & Max через Steam, и в результате у них сложились дружеские рабочие отношения с Valve.
Telltale стремились сделать игру ориентированной на диалог между четырьмя персонажами. Для этого они создали большое количество диалогов для каждого персонажа и возможные взаимодействия между персонажами; по словам Джейка Родкина, графического дизайнера Telltale, они написали больше строк диалога для игры, чем типичный приключенческий эпизод Sam & Max. Telltale всегда хотел уважать оригинальных персонажей и работал с отдельными создателями и студиями, чтобы улучшить линии; ранее они получали похожую информацию от Мэтта Чепмена для Strong Bad, в то время как Джерри Холкинс был чрезвычайно полезен для уточнения персонажа Тихо, основываясь на черновом диалоге Telltale. Разработчики также хотели избежать любых принудительных взаимодействий и вместо этого разработали то, что, по их мнению, было естественными отношениями: Тихо не любит Strong Bad, хорошо ладя с Максом, в то время как Хэви смотрит на Strong Bad как крошечного Хэви. Персонажи также написаны, чтобы быть в некоторой степени осведомленными об их природе; по словам Родкина, Тихо и Strong Bad знают об их природе видеоигр, в то время как Макс неоднозначен, а Хэви остается в блаженном неведении о его цикле смерти и возрождения, просто приписывая свои воспоминания о смерти снова и снова как сны.
Poker Night — первая игра, в которой есть голосовой артист для Тихо; он предоставлен голосовым актером Эндрю «Kid Beyond» Чайкиным. Остальные три персонажа озвучены их нынешними актерами: Макс Уильямом Кастеном, Хэви Гэри Шварцем и Strong Bad Мэттом Чепменом. В игре используются существующие 3D-модели для Макса, Хэви и Strong Bad, в то время как модели для Тихо созданы с нуля; на момент анонса игры во время Penny Arcade Expo, Telltale все еще работала над усовершенствованием модели Тихо, и это было кратко замечено во время их панели Make a Scene на PAX.
Telltale Games показывала игру за неделю до ее официального анонса через короткое видео на GameTrailers TV, демонстрирующее силуэты официальных персонажей четырех персонажей. Игра была официально анонсирована Telltale Games 2 сентября 2010 года, в канун Penny Arcade Expo 2010. Игроки, которые также приобрели Team Fortress 2, смогут разблокировать уникальные предметы, основанные на четырех соответствующих франшизах в этой игре, благодаря прогрессу в Poker Night; для тех, кто предзаказал игру, был также доступен специальный покерный козырек в Team Fortress 2.

## Отзывы
| Сводный рейтинг    | Сводный рейтинг     |
| Агрегатор          | Оценка              |
| ------------------ | ------------------- |
| GameRankings       | 77,55 %             |
| Metacritic         | 71/100 (11 обзоров) |
| Иноязычные издания |                     |
| Издание            | Оценка              |
| GamePro            | 4/5                 |
| IGN                | 8/10                |

Игра получила смешанные отзывы. На сайте-агрегаторе Metacritic средняя оценка игры составляет 71 из 100 на основе 11 обзоров для платформы PC.
Летом 2018 года, благодаря уязвимости в защите Steam Web API, стало известно, что точное количество пользователей сервиса Steam, которые играли в игру хотя бы один раз, составляет 952 378 человек.

## Сиквел
1 апреля 2013 года Telltale официально анонсировала продолжение под названием Poker Night 2 с участием Брока Самсона из Братья Вентура, Claptrap из серии Borderlands, Эша Уильямса из франшизы Зловещие мертвецы, и Сэма из Sam & Max в качестве противников. GLaDOS из серии Portal служит дилером. Другие персонажи, такие как Макс из Sam & Max, турели Aperture Science из Portal, а также Mad Moxxi и Steve the Bandit из Borderlands, появляются в играх как неиграбельные персонажи. Игра была выпущена в Steam, Xbox Live Arcade и PlayStation Network в конце апреля 2013 года.